# Chip Foose
Chip Foose (Santa Barbara, Califórnia, 13 de Outubro de 1963) é um renomado designer de carros, que trabalha para uma diversidade de empresas automotivas que o conhecem por seus desenhos de linhas arrojadas e por sua grande criatividade. Participa também no programa televisivo transmitido no Discovery Channel, Overhaulin'.

## Vida
FOOSE participa de um programa de TV, o "OVERHAULIN'" cujo slogan é: "aqui onde o seu carro é roubado e depois envenenado!". Esse programa em particular fez com que Chip Foose se tornasse mais conhecido e querido pelos seus fãs em todo o mundo, reconhecido novamente por seus desenhos e por fazer grandes modificações, que ao se olhar aparentavam ser sutis, e também sempre acertando no gosto das pessoas que eles enganam para depois devolver o carro.
Ficou conhecido também por aparecer em "RIDES", outra série da TV.
Desde os três anos de idade começou a desenhar carros, e hoje se tornou um dos desenhistas de carros mais habilidosos do mundo, sendo também um construtor de carros exemplar.

## "Hemisfear"
Em 2007, Foose começou a produção limitada (num total de 50 veículos) do "Hemisfear". Também conhecido como "Foose Coupe", o "Hemisfear" foi desenhado por Foose em 1990 durante a sua estadia no Centro de Artes e foi revelado publicamente em Novembro de 2006 na feira "Specialty Equipment Market Associaton" (SEMA). Um "Foose Coupe" assim como uma consulta de design com o Foose, foi leiloado no leilão de automóveis "Barrett-Jackson" na Florida nos finais de Março de 2007. Um desenho anterior do "Hemisfear" serviu de inspiração para o Plymouth Prowler.

## Prémios
- America's Most Beautiful Roadster Award em 1995, 1996, 1999, 2000, 2001, 2003, e 2006. Alguns destes carros foram desenhados por Foose e completados por outros construtores, incluindo Boyd Coddington, Barry White, e Bobby Alloway.
- Detroit Autorama Ridler Award em 2002, 2003, 2005 e 2013.
- The Good Guys Street Rod of the Year Award nos anos 1990, 1991, 1995, 1997, 1999, e 2001.